# 上田若林の撮れ高
『上田若林の取れ高』（うえだわかばやしのとれだか）は、2022年から日本テレビ系列で不定期に放送されているロケバラエティ番組。

## 概要
プライベートでも仲が良い上田晋也と若林正恭による初冠番組。2人はロケの中で収録した素材から使える部分の割合、「撮れ高」を既定の時間以上作り、撮れ高ができたと思ったら撮れ高ボタンを押してロケを終了させなければならない。ロケの終了時間なども2〜3時間以内であれば自由に決めることができる。基本的にはアポを取っていない店もあり、自分たちで撮影交渉をしないといけない。また、2人のロケをサポートするため、事前にADが作成したロケハン資料も支給される。
2022年3月27日に第1弾が放送され、7月17日に第2弾、2023年1月9日には第3弾、2023年10月1日には第4弾が放送された。
なお、本放送終了後に動画配信サービスの「Hulu」にて、本放送で使用されるまでには至らなかった未公開素材が独占配信されている。

## 出演者
- 上田晋也（くりぃむしちゅー）
- 若林正恭（オードリー）

## ネット局
| 放送対象地域   | 放送局                    | 系列                                         | 放送日時 | ネット状況 | 備考     |
| -------------- | ------------------------- | -------------------------------------------- | --- | ---------- | -------- |
| 関東広域圏     | 日本テレビ（NTV）         | 日本テレビ系列                               | 第1弾 2022年03月27日(日) 23:00 - 23:55 第2弾 2022年07月17日(日) 23:00 - 23:55 第3弾 2023年01月09日(月) 22:00 - 23:00 第4弾 2023年10月1日(日) 23:00 - 23:55 | 制作局     |          |
| 北海道         | 札幌テレビ（STV）         | 日本テレビ系列                               | 第1弾 2022年03月27日(日) 23:00 - 23:55 第2弾 2022年07月17日(日) 23:00 - 23:55 第3弾 2023年01月09日(月) 22:00 - 23:00 第4弾 2023年10月1日(日) 23:00 - 23:55 | 同時ネット |          |
| 青森県         | 青森放送（RAB）           | 日本テレビ系列                               | 第1弾 2022年03月27日(日) 23:00 - 23:55 第2弾 2022年07月17日(日) 23:00 - 23:55 第3弾 2023年01月09日(月) 22:00 - 23:00 第4弾 2023年10月1日(日) 23:00 - 23:55 | 同時ネット |          |
| 岩手県         | テレビ岩手（TVI）         | 日本テレビ系列                               | 第1弾 2022年03月27日(日) 23:00 - 23:55 第2弾 2022年07月17日(日) 23:00 - 23:55 第3弾 2023年01月09日(月) 22:00 - 23:00 第4弾 2023年10月1日(日) 23:00 - 23:55 | 同時ネット |          |
| 宮城県         | ミヤギテレビ（MMT）       | 日本テレビ系列                               | 第1弾 2022年03月27日(日) 23:00 - 23:55 第2弾 2022年07月17日(日) 23:00 - 23:55 第3弾 2023年01月09日(月) 22:00 - 23:00 第4弾 2023年10月1日(日) 23:00 - 23:55 | 同時ネット |          |
| 秋田県         | 秋田放送（ABS）           | 日本テレビ系列                               | 第1弾 2022年03月27日(日) 23:00 - 23:55 第2弾 2022年07月17日(日) 23:00 - 23:55 第3弾 2023年01月09日(月) 22:00 - 23:00 第4弾 2023年10月1日(日) 23:00 - 23:55 | 同時ネット |          |
| 山形県         | 山形放送（YBC）           | 日本テレビ系列                               | 第1弾 2022年03月27日(日) 23:00 - 23:55 第2弾 2022年07月17日(日) 23:00 - 23:55 第3弾 2023年01月09日(月) 22:00 - 23:00 第4弾 2023年10月1日(日) 23:00 - 23:55 | 同時ネット |          |
| 福島県         | 福島中央テレビ（FCT）     | 日本テレビ系列                               | 第1弾 2022年03月27日(日) 23:00 - 23:55 第2弾 2022年07月17日(日) 23:00 - 23:55 第3弾 2023年01月09日(月) 22:00 - 23:00 第4弾 2023年10月1日(日) 23:00 - 23:55 | 同時ネット |          |
| 山梨県         | 山梨放送（YBS）           | 日本テレビ系列                               | 第1弾 2022年03月27日(日) 23:00 - 23:55 第2弾 2022年07月17日(日) 23:00 - 23:55 第3弾 2023年01月09日(月) 22:00 - 23:00 第4弾 2023年10月1日(日) 23:00 - 23:55 | 同時ネット |          |
| 新潟県         | テレビ新潟（TeNY）        | 日本テレビ系列                               | 第1弾 2022年03月27日(日) 23:00 - 23:55 第2弾 2022年07月17日(日) 23:00 - 23:55 第3弾 2023年01月09日(月) 22:00 - 23:00 第4弾 2023年10月1日(日) 23:00 - 23:55 | 同時ネット |          |
| 長野県         | テレビ信州（TSB）         | 日本テレビ系列                               | 第1弾 2022年03月27日(日) 23:00 - 23:55 第2弾 2022年07月17日(日) 23:00 - 23:55 第3弾 2023年01月09日(月) 22:00 - 23:00 第4弾 2023年10月1日(日) 23:00 - 23:55 | 同時ネット |          |
| 静岡県         | 静岡第一テレビ（SDT）     | 日本テレビ系列                               | 第1弾 2022年03月27日(日) 23:00 - 23:55 第2弾 2022年07月17日(日) 23:00 - 23:55 第3弾 2023年01月09日(月) 22:00 - 23:00 第4弾 2023年10月1日(日) 23:00 - 23:55 | 同時ネット |          |
| 富山県         | 北日本放送（KNB）         | 日本テレビ系列                               | 第1弾 2022年03月27日(日) 23:00 - 23:55 第2弾 2022年07月17日(日) 23:00 - 23:55 第3弾 2023年01月09日(月) 22:00 - 23:00 第4弾 2023年10月1日(日) 23:00 - 23:55 | 同時ネット |          |
| 石川県         | テレビ金沢（KTK）         | 日本テレビ系列                               | 第1弾 2022年03月27日(日) 23:00 - 23:55 第2弾 2022年07月17日(日) 23:00 - 23:55 第3弾 2023年01月09日(月) 22:00 - 23:00 第4弾 2023年10月1日(日) 23:00 - 23:55 | 同時ネット |          |
| 中京広域圏     | 中京テレビ（CTV）         | 日本テレビ系列                               | 第1弾 2022年03月27日(日) 23:00 - 23:55 第2弾 2022年07月17日(日) 23:00 - 23:55 第3弾 2023年01月09日(月) 22:00 - 23:00 第4弾 2023年10月1日(日) 23:00 - 23:55 | 同時ネット |          |
| 近畿広域圏     | 読売テレビ（ytv）         | 日本テレビ系列                               | 第1弾 2022年03月27日(日) 23:00 - 23:55 第2弾 2022年07月17日(日) 23:00 - 23:55 第3弾 2023年01月09日(月) 22:00 - 23:00 第4弾 2023年10月1日(日) 23:00 - 23:55 | 同時ネット |          |
| 鳥取県・島根県 | 日本海テレビ（NKT）       | 日本テレビ系列                               | 第1弾 2022年03月27日(日) 23:00 - 23:55 第2弾 2022年07月17日(日) 23:00 - 23:55 第3弾 2023年01月09日(月) 22:00 - 23:00 第4弾 2023年10月1日(日) 23:00 - 23:55 | 同時ネット |          |
| 広島県         | 広島テレビ（HTV）         | 日本テレビ系列                               | 第1弾 2022年03月27日(日) 23:00 - 23:55 第2弾 2022年07月17日(日) 23:00 - 23:55 第3弾 2023年01月09日(月) 22:00 - 23:00 第4弾 2023年10月1日(日) 23:00 - 23:55 | 同時ネット |          |
| 山口県         | 山口放送（KRY）           | 日本テレビ系列                               | 第1弾 2022年03月27日(日) 23:00 - 23:55 第2弾 2022年07月17日(日) 23:00 - 23:55 第3弾 2023年01月09日(月) 22:00 - 23:00 第4弾 2023年10月1日(日) 23:00 - 23:55 | 同時ネット |          |
| 徳島県         | 四国放送（JRT）           | 日本テレビ系列                               | 第1弾 2022年03月27日(日) 23:00 - 23:55 第2弾 2022年07月17日(日) 23:00 - 23:55 第3弾 2023年01月09日(月) 22:00 - 23:00 第4弾 2023年10月1日(日) 23:00 - 23:55 | 同時ネット |          |
| 香川県・岡山県 | 西日本放送（RNC）         | 日本テレビ系列                               | 第1弾 2022年03月27日(日) 23:00 - 23:55 第2弾 2022年07月17日(日) 23:00 - 23:55 第3弾 2023年01月09日(月) 22:00 - 23:00 第4弾 2023年10月1日(日) 23:00 - 23:55 | 同時ネット |          |
| 愛媛県         | 南海放送（RNB）           | 日本テレビ系列                               | 第1弾 2022年03月27日(日) 23:00 - 23:55 第2弾 2022年07月17日(日) 23:00 - 23:55 第3弾 2023年01月09日(月) 22:00 - 23:00 第4弾 2023年10月1日(日) 23:00 - 23:55 | 同時ネット |          |
| 高知県         | 高知放送（RKC）           | 日本テレビ系列                               | 第1弾 2022年03月27日(日) 23:00 - 23:55 第2弾 2022年07月17日(日) 23:00 - 23:55 第3弾 2023年01月09日(月) 22:00 - 23:00 第4弾 2023年10月1日(日) 23:00 - 23:55 | 同時ネット |          |
| 福岡県         | 福岡放送（FBS）           | 日本テレビ系列                               | 第1弾 2022年03月27日(日) 23:00 - 23:55 第2弾 2022年07月17日(日) 23:00 - 23:55 第3弾 2023年01月09日(月) 22:00 - 23:00 第4弾 2023年10月1日(日) 23:00 - 23:55 | 同時ネット |          |
| 長崎県         | 長崎国際テレビ（NIB）     | 日本テレビ系列                               | 第1弾 2022年03月27日(日) 23:00 - 23:55 第2弾 2022年07月17日(日) 23:00 - 23:55 第3弾 2023年01月09日(月) 22:00 - 23:00 第4弾 2023年10月1日(日) 23:00 - 23:55 | 同時ネット |          |
| 熊本県         | くまもと県民テレビ（KKT） | 日本テレビ系列                               | 第1弾 2022年03月27日(日) 23:00 - 23:55 第2弾 2022年07月17日(日) 23:00 - 23:55 第3弾 2023年01月09日(月) 22:00 - 23:00 第4弾 2023年10月1日(日) 23:00 - 23:55 | 同時ネット |          |
| 鹿児島県       | 鹿児島読売テレビ（KYT）   | 日本テレビ系列                               | 第1弾 2022年03月27日(日) 23:00 - 23:55 第2弾 2022年07月17日(日) 23:00 - 23:55 第3弾 2023年01月09日(月) 22:00 - 23:00 第4弾 2023年10月1日(日) 23:00 - 23:55 | 同時ネット |          |
| 福井県         | 福井放送（FBC）           | 日本テレビ系列 テレビ朝日系列                | 第1弾 2022年03月27日(日) 23:00 - 23:55 第2弾 2022年07月17日(日) 23:00 - 23:55 第3弾 2023年01月09日(月) 22:00 - 23:00 第4弾 2023年10月1日(日) 23:00 - 23:55 | 同時ネット | [ 注 1 ] |
| 大分県         | テレビ大分（TOS）         | 日本テレビ系列 フジテレビ系列                | 第1弾 2022年03月27日(日) 23:00 - 23:55 第2弾 2022年07月17日(日) 23:00 - 23:55 第3弾 2023年01月09日(月) 22:00 - 23:00 第4弾 2023年10月1日(日) 23:00 - 23:55 | 同時ネット |          |
| 宮崎県         | テレビ宮崎（UMK)          | フジテレビ系列 日本テレビ系列 テレビ朝日系列 | 第1弾 2022年03月27日(日) 23:00 - 23:55 第2弾 2022年07月17日(日) 23:00 - 23:55 第3弾 2023年01月09日(月) 22:00 - 23:00 第4弾 2023年10月1日(日) 23:00 - 23:55 | 同時ネット |          |

## スタッフ
- 企画・総合演出:上利竜太
- ナレーター:城ヶ崎祐子
- 構成:桜井慎一、大谷裕一、林田晋一（林田→第2回-）、坂田至
- TM:保刈寛之
- CAM:山本健太、鴨下達也、渡辺敬太（共に第4回）
- AUD:伊東駿、堀口晴弥（共に第4回）
- CA(第4回):山川創平（第4回）
- 編集:中西雅照
- MA:飯塚雄一（第3回-）
- 音効:多田思央美
- 美術:上田貴博（第4回）
- デザイン:大住啓介
- オープニング映像制作:藤井亮[3]、佐野晴香（GOSAY studios）
- 音楽制作:林彰人（マロン音楽事務所）
- デスク:岡田真美
- TK:近藤奈々
- リサーチ(第2回-)：craft lab（第2回-）
- 車両:イエスマン（第2回-、第1回はyes man名義）
- ロケ協力:武蔵村山市立第一小学校（第4回）
- 技術協力:スウィッシュジャパン（第3回-）、イカロス
- 美術協力:日テレアート
- 制作協力:neo[4]
- 制作(第2回-):今井佑樹、石原優華、中島智基（共に第4回、中島→第1回はディレクター）
- AP(第4回)：新堀愛理（第4回）
- ディレクター:久野和洋、石澤元希、高取瑞紀（久野・石澤→第4回）
- 演出:福司龍太
- プロデューサー:岩崎小夜子、沢田健介（沢田→第3回-）、小川望
- チーフプロデューサー:島田総一郎（第4回）
- 製作著作:日本テレビ

### 過去のスタッフ
- CAM:川上修平（第1,2回）、池田幸弘（第1回）、上田軌行（第2回）、佐藤厚誠、斎藤仁貴、大澤民典（共に第3回）
- AUD:本間祥吾、河原愛美（共に第1,2回）、小澤真琴（第3回）
- MA:船木拓也（第1,2回）
- 美術:木村武史（第1-3回）
- 技術協力:ニユーテレス（第1,2回）、東京オフラインセンター（第2,3回、第1回はロケ協力）、株式会社レントシーバー（第3回）
- ロケ協力:京急電鉄、profect INDUSTRICS（共に第1回）
- 制作進行:姫野慈子（第1-3回）
- 制作(第2回-):関谷なつみ、北川草太（共に第2回、関谷→第1回はプロデューサー）、藤澤陸（第2,3回）、石川佳奈子（第3回）
- ディレクター:小ヶ倉剛、古川文彦（共に第1-3回）
- プロデューサー:小林拓弘（第2回）、前田美和（第3回）
- チーフプロデューサー:川邊昭宏（第1回）、松本京子（第2,3回）